# Décès en 1165
Décès
- 1161
- 1162
- 1163
- 1164
- 1165
- 1166
- 1167
- 1168
- 1169

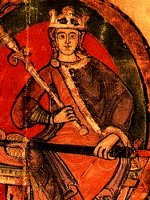
Malcolm IV d'Écosse, mort en 1165.

Cette page dresse une liste de personnalités mortes au cours de l'année 1165 :
- 12 février : Amin al-Dawla ibn al-Tilmidh, médecin arabe chrétien de Bagdad, appartenant à l'Église nestorienne, qui fut notamment au service des califes abbassides al-Muqtafi et al-Mustanjid.
- 23 février : Heinrich von Stühlingen, évêque de Wurtzbourg.
- 11 avril : Étienne IV de Hongrie, roi de Hongrie.
- 6 juin : Henri de Lorraine, évêque de Toul.
- août : Henri II de Limbourg, duc de Limbourg.
- 5 septembre : Nijō, 78e empereur du Japon.
- 9 octobre : Gossuin d'Anchin, 'abbé de Saint-Sauveur d'Anchin.
- 9 décembre : Malcolm IV d’Écosse, roi d'Écosse.

- Anselme de Campdavaine, comte de Saint-Pol.
- Awn ad-Din ibn Hubayra, ou Abu al-Muzaffar 'Awn ad-Din Yahya ibn Hubayra al-Shaybani, homme politique et juriste arabe qui a servi en qualité de vizir.
- Jean le Maréchal, maréchal de la maison royale d'Angleterre, petit baron anglo-normand du Wiltshire.
- Mi Youren, peintre chinois.
- Sibylle d'Anjou, comtesse consort de Flandre.
- Yaçovarman II, roi de l’Empire khmer.

## Crédit d'auteurs
- Cet article est partiellement ou en totalité issu de l'article intitulé « 1165 » (voir la liste des auteurs).